# Gordon Dunn
Gordon Dunn (Portland, Estados Unidos, 16 de abril de 1912-26 de julio de 1964) fue un atleta estadounidense, especialista en la prueba de lanzamiento de disco en la que llegó a ser subcampeón olímpico en 1936.

## Carrera deportiva
En los JJ. OO. de Berlín 1936 ganó la medalla de plata en el lanzamiento de disco, con una marca de 49.36 metros, siendo superado por su compatriota Kenneth Carpenter (oro con 50.48 m) y por delante del italiano Giorgio Oberweger (bronce con 49.23 metros).